# Gottikunte, Mulbagal
Gottikunte là một làng thuộc tehsil Mulbagal, huyện Kolar, bang Karnataka, Ấn Độ.